# ルイス・コロン・デ・トレド
ルイス・コロン・デ・トレド（Luis Colón de Toledo, 1519?/1520?/1522年? - 1572年1月29日）は、最初のベラグア公爵、初代ラ・ベガ公爵、初代ジャマイカ侯爵、第3代インディアス提督。

## 生涯
ディエゴ・コロンとその妻マリア・デ・トレド・イ・ロハス（María de Toledo y Rojas）の長子、すなわち、クリストファー・コロンブス（クリストバル・コロン）の孫としてサントドミンゴに生まれた。
ルイスの父ディエゴは、その父であるコロンブスに与えられ、後に剥奪された称号や特権の回復をスペイン王室に求め続けていたが、ディエゴの死後、1536年に妥協が成立し、ルイスは第3代インディアス提督に任じられ、他のすべての権利の要求を放棄する代わりに、年1万ダカットの永代収入、ジャマイカ島の領主としての支配権、当時ベラグアと呼ばれていたパナマ地峡における25リーグ（およそ100キロメートル）四方の領地とベラグア公爵の称号、ジャマイカ侯爵の称号、ラ・ベガ公爵の称号を獲得した。

## 子女
ルイスは1546年に、フアン・デ・モスケラ（Juan de Mosquera）とその妻オフラシナ・デ・パサモンテ（Ofrasina de Pasamonte）の娘、マリア・モスケラ・イ・パサモンテ（María de Mosquera y Pasamonte）と最初の結婚をし、以下の2人の娘をもうけた。
- マリア・コロン・デ・トレド・イ・モスケラ（María Colón de Toledo y Mosquera） - バリャドリッドで尼僧となる
- フェリパ・コロン・デ・トレド（Felipa Colón de Toledo） - ベラグア公爵（女公爵）を継承

ルイスは1555年に、レモスとサリア（Sárria）の第6代伯爵（女伯爵）ベアトリス・デ・カストロ・オソリオ（Beatriz de Castro Osório）とその2番目の夫アルバロ・オソリオ（Alvaro Osorio）の娘、アナ・デ・カストロ・オソリオと2度目の結婚をしたが、子どもは生まれなかった。